# Nossa Senhora de Nazaré
Nossa Senhora de Nazaré is een gemeente in de Braziliaanse deelstaat Piauí. De gemeente telt 4.192 inwoners (schatting 2009).
De gemeente grenst aan Cabeceiras do Piauí, Boqueirão do Piauí, Cocal de Telha en Campo Maior.